# Asaphomorpha setigera
Asaphomorpha setigera är en skalbaggsart som beskrevs av Marc Lacroix 1989. Asaphomorpha setigera ingår i släktet Asaphomorpha och familjen Melolonthidae. Inga underarter finns listade.